# Pseudicius kraussi
Pseudicius kraussi là một loài nhện trong họ Salticidae.
Loài này thuộc chi Pseudicius. Pseudicius kraussi được Brian John Marples miêu tả năm 1964.